# Clematis sichotealinensis
Clematis sichotealinensis är en ranunkelväxtart som beskrevs av K.P. Ulanova. Clematis sichotealinensis ingår i släktet klematisar, och familjen ranunkelväxter. Inga underarter finns listade i Catalogue of Life.